# 謝夫·根寧咸
（1976年8月21日—），出生於牙買加蒙特哥贝，乃美籍牙買加足球員，現效力美職聯球會FC達拉斯。

## 足球生涯

### 早期
根寧咸出生於牙買加，但在14歲時移民佛羅里達州的水晶河（Crystal River）。從1994年至1997年他代表南佛羅里達州大學參與大學足球賽。就讀二年級和三年級時，根寧咸入選美國聯盟（Conference USA）的正選隊，四年級時當選美國聯盟年度最佳球員。他在USF完成了他的大學生涯，合共取得41個入球和36次助攻。

### 美職聯
接近畢業時，根寧咸在1998年美職選秀排名第九，被哥倫布機員選中。作為新生，他上陣了25場，多為後備入替，並射入8球，平了新生的入球紀錄，此紀錄後來被達文尼·拉夫（Damani Ralph）打破。1999年根寧咸晉升為正選，持續了幾年。他為哥倫布出戰了182場賽事，射入62球和貢獻43次助攻。2002年入選美職最佳11人，該季他取得16個入球和5次助攻。經過2004年一個失望的球季後，球會以一個首輪選秀權將根寧咸換至科羅拉多急流。他離開機員前，追平了麥比迪的球會入球紀錄。
2005年球季，根寧咸為科羅拉多射入12球。在全明星賽他擔任了一個重要的角色，對英超球隊富咸梅開二度，使機員的球迷欣喜若狂。對皇家馬德里亦有好表現，雖球隊以0:5落敗。可是於一年後，急流將其售至皇家鹽湖城，以交換堅·馬菲斯（Clint Mathis）。根寧咸至2006年球季，連續七季在美職聯除得入球。
在2006年球季根寧咸在聯賽取得16個入球，贏得金靴獎。他亦以11個助攻成為聯盟助攻榜第二名。
根寧咸於2001年11月13日成為美國公民，並在一個月內便為美國國家隊披甲上陣，12月9日友賽韓國隊。2005年9月7日世界盃外圍賽對危地馬拉首次正選上陣。1999年他曾代表牙買加友賽加納。
2007年5月22日，根寧咸被換至多倫多FC，以交換艾斯簡達倫（Alecko Eskandarian）和2008年美職選秀一個首輪選秀權。在多倫多，他穿著96號球衣，代表他在加盟多倫多FC首季，合共在美職聯射入96球。
根寧咸在效力多倫多FC第二季遭放棄，原因是他錯失了一個本可將多倫多帶到美洲聯賽冠軍盃的入球。賽後多倫多教練約翰·加華（John Carver）說：「我在想，『他如何射入第99球？』，這是我想的問題。」。
2008年8月8日，根寧咸被換至FC達拉斯，以換取一個2009年美職選秀第三輪選秀權。首次為FC達拉斯入球為見負於哥倫布機員1:2一戰，這亦是根寧咸在美職聯所射入的第100球。